# Алп Арслан
Мохамед бен Дауд, наричан Алп Арслан (от тюркски „Смел лъв“), е вторият селджукски султан и правнук на Селджук, основателя на династията. Той заздравява властта на селджуците в Иран и нанася тежко поражение на Византийската империя в битката при Манцикерт, с което поставя началото на тюркските завоевания в Анадола и Мала Азия.

## Биография
Алп Арслан наследява баща си Дауд като управител на Хорасан през 1059 и чичо си Тогрул I като султан на Иран и Багдад през 1063, с което се превръща във владетел на страната от Амударя до Тигър. В консолидирането на империята и подчиняването на съперническите фракции той е подпомаган от везира Низам ал-Мулк, един от най-изявените държавници в ранната ислямска история.
Още в началото на своето управление Алп Арслан предприема няколко похода към границите на Византийската империя, Армения и Грузия, като превзема Кесария, столица на областта Кападокия, и старата арменска столица Ани. Малко по-късно селджуците са отблъснати отвъд Ефрат, но сключват примирие с византийците.
Установил спокойствие по северозападната си граница, Алп Арслан започва с подкрепата на абасидските халифи война срещу контролирания от исмаилитите Египет. Военните действия се водят в Сирия, но са прекъснати от внезапното нападение на византийския император Роман IV Диоген. С голяма армия, включваща много наемници (узи, французи, нормани), той настъпва в Армения. През 1071 в битката при Манцикерт, въпреки численото си превъзходство, византийците претърпяват тежко поражение, като за пръв път в историята императорът е пленен от мюсюлманите.
С битката при Манцикерт Алп Арслан поставя началото на турската хегемония в Близкия изток, която продължава почти осем века. След нея той се насочва към североизточната граница с държавата на Караханидите. Настъплението на селджуците към Самарканд е спряно, след като самият Алп Арслан е убит в лагера си от пленен вражески военачалник. Наследен е от сина си Малик Шах I.